# Ереміту
Ереміту (рум. Eremitu) — село у повіті Муреш в Румунії. Адміністративний центр комуни Ереміту.
Село розташоване на відстані 263 км на північ від Бухареста, 30 км на північний схід від Тиргу-Муреша, 101 км на схід від Клуж-Напоки, 123 км на північний захід від Брашова.

## Населення
За даними перепису населення 2002 року у селі проживали 1739 осіб.
Національний склад населення села:
| Національність | Кількість осіб | Відсоток |
| -------------- | -------------- | -------- |
| угорці         | 1584           | 91,1%    |
| цигани         | 135            | 7,8%     |
| румуни         | 20             | 1,2%     |

Рідною мовою назвали:
| Мова      | Кількість осіб | Відсоток |
| --------- | -------------- | -------- |
| угорська  | 1600           | 92,0%    |
| циганська | 78             | 4,5%     |
| румунська | 61             | 3,5%     |